# 絕對公平
《公平竞争》（英語：Fair Play）是一部2023年上映的美国色情惊悚片，由科洛·多蒙自编自导，菲比·戴内弗、阿尔登·埃伦瑞奇、埃迪·马森和里奇·索默主演。此片是多蒙的长片电影处女作，内容主要讲述了一对年轻夫妇在一家残酷的对冲基金公司意外晋升后，他们的关系开始跌入冰点的故事。电影于2023年1月20日在2023年圣丹斯电影节上首映，并于2023年9月29日在部分影院上映，随后于同年10月6日由Netflix流媒体发行。电影获得了影评人的正面评价。

## 剧情
艾米丽·迈耶斯（Emily Meyers）与卢克·埃德蒙兹（Luke Edmunds）是曼哈顿对冲基金One Crest Capital的分析师。两人的关系充满激情，碍于工作关系他们对同事隐瞒他们之间的恋情。卢克在他哥哥的婚礼上向艾米丽求婚，艾米丽高兴地答应了。第二天上班，公司的一位投资组合经理被解雇了。艾米丽无意中听到她的同事提到卢克正在被考虑作为替代者，并将这个消息传递给他，并在当晚庆祝。然而，该公司的首席执行官坎贝尔在深夜召集艾米丽参加一个会议，告诉她将会成为公司的首席执行官。艾米丽不情愿地把这个消息告诉了卢克，但卢克表示支持。
随着艾米丽适应新工作，卢克对没有升职的怨恨变得越来越明显，导致他与艾米丽的关系变得愈发紧张。卢克私下里沉迷于一位自助大师的工作，指导男人如何在工作场所维护自己，而他和艾米丽却很难发生关系。
在与坎贝尔和该基金的高级管理人员保罗出去喝酒时，艾米丽得知坎贝尔认为卢克无能，正在寻求摆脱他。艾米丽试图在工作场所为卢克提供更多支持，但事与愿违，卢克做出了一次糟糕的交易决策，导致公司损失了2500万美元。卢克试图通过向艾米丽提供内幕信息来纠正自己的错误，证实了该基金可以做空其股票的一家公司的倒闭传闻。由于担心这种交易是非法的，艾米丽建议坎贝尔做空另一家公司，事实证明她是对的。她也因此收到了高额佣金。艾米丽考虑与卢克一起庆祝，但在卢克无视她的提议后，她选择与她的男同事一起去脱衣舞俱乐部。她喝得酩酊大醉地回家，结果与卢克发生了争执，卢克批评她的穿着和行为就像她同事经常雇用的妓女一样。
第二天，另一位总理被解雇。卢克要求艾米丽向坎贝尔推荐他担任这个角色，但她暗示坎贝尔对提拔他不感兴趣。卢克随后前往坎贝尔的办公室，发表了一场宏大的演讲，承诺对他的忠诚，却得知坎贝尔已经聘请了一位新总理。那天晚上，艾米丽得知她专横的母亲计划在周五为他们举办一场惊喜订婚派对。醉酒的卢克指责艾米丽抢了他的工作，但艾米丽透露坎贝尔想解雇他。最终，卢克愤然离去。
隔天，当艾米丽、坎贝尔和保罗向海外投资者推销时，卢克醉醺醺地闯入会议室，引发一场骚乱。他先是斥责坎贝尔拒绝给他升职，并揭露了他与艾米丽的关系违反了公司政策。愤怒的艾米丽无法通过电话联系到卢克，却在订婚派对上发现了他。两人在家人和客人面前争吵，当卢克建议她用性恩惠来换取升职时，艾米丽用瓶子狠狠地砸在了他的头上。艾米丽退到浴室，卢克发现了她，两人在一番激烈的争吵后发生关系。艾米丽很快就叫卢克停下来，但他强奸了她，并将她的脸猛烈地砸在浴室水槽上。第二天早上，为了保住自己的工作，艾米丽告诉坎贝尔卢克在跟踪她，而且两人从未建立过关系。
艾米丽回到家时发现卢克正在收拾行李，准备搬去和他哥哥一起住。艾米丽被他漫不经心的举止激怒，并要求他为强奸她的事情而道歉。她用菜刀攻击卢克，直到他哭了起来并祈求她原谅。艾米丽命令他清理掉地板上的血渍后离开。她放下刀，发出一阵笑声......

## 演员阵容
- 菲比·迪尼弗 饰演 Emily Meyers，Luke的女朋友，因工作表现亮眼而获准晋升
- 阿尔登·埃伦瑞奇 饰演 Luke Edmunds，Emily的男友，工作表现不如其女友。在女友晋升后开始对她越来越冷淡，认为她夺走了本属于他的晋升机会。
- 埃迪·马森 饰演 Campbell
- 里奇·索莫 饰演 Paul
- 塞巴斯蒂安·德·索萨（英语：Sebastian de Souza） 饰演 Rory
- 杰拉丁·萨莫维尔（英语：Geraldine Somerville） 饰演 Emily的母亲
- 派特里克·费斯克勒（英语：Patrick Fischler） 饰演 Robert Bynes

## 制作
电影宣布于2021年12月上映，由克洛伊·多蒙特编剧执导，阿尔登·埃伦瑞奇和菲比·戴内弗将主演该片。2022年1月，剧组在塞尔维亚开始制作。同年2月，塞巴斯蒂安·德·索萨、埃迪·马森和里奇·索默加入演员阵容。 

## 发行
电影于2023年9月29日在部分影院上映，并于2023年10月6日在Netflix上流媒体播放。该电影的流媒体发行原定于10月13日上映，后来提前上映。
该影片于2023年1月20日在2023年圣丹斯电影节上首映。不久之后，Netflix在包括Searchlight Pictures和Neon在内的六家公司之间展开竞购战，以2000万美元的价格获得了该影片的发行权。该片于2023年9月11日在第48届多伦多国际电影节上进行国际首映。
该片于2023年9月下旬在第19届苏黎世电影节长片竞赛单元进行欧洲首映。

## 反响

### 评价
基于评论聚合网站烂番茄上的194条评论，新鲜度88%，平均评分为7.5／10。该网站的共识是：“ 《公平竞争》的自信风格有时让人不禁想起90年代最好的扣人心弦的惊悚片，它将婚前不和谐与残酷的金融世界中的贪婪和性别政治并置。”Metacritic则根据43名影评人的打分而获得74分（满分100分），代表“普遍好评”。